# Zřasenky
Zřasenky (Stolidobranchia) je taxon (řád) pláštěnců ze třídy sumek (Ascidiacea). Z fylogenetického hlediska stojí jako bazální skupina sumek, tedy coby sesterská skupina vůči sumkám řádů Phlebobranchia a Aplousobranchia plus salpám (Thaliacea), které v tradičních systémech stojí na úrovni samostatné třídy pláštěnců.
Za popisnou autoritu zřasenek je pokládán francouzsko-argentinský přírodovědec Fernando Lahille, jenž v 80. letech 19. století sumky rozčlenil na základě stavby hltanožaberního vaku. Zřasenky v takovém případě charakterizuje hltan s vnitřními podélnými cévami a s vytvořenými záhyby. Významným morfologickým znakem je také poloha pohlavních orgánů, které leží vně střeva na boku žaberního vaku. Řád zahrnuje druhy solitérní i koloniální, které v takovém případě sdílí společný plášť i kloakální část obžaberního prostoru.
Zřasenky zahrnují celkem tři čeledi: molgulovití (Molgulidae; Lacaze-Duthiers, 1877), lahvicovkovití (Pyuridae; Hartmeyer, 1908) a zřasenkovití (Styelidae; Herdman, 1881). V rámci molgulovitých se řadí i původně samostatná třída Sorberacea, která zahrnuje aberantní hlubokomořské sumky s redukovaným žaberním košem. Význačným zástupcem zřasenek je zřasenka středomořská (Botryllus schlosseri) z čeledi zřasenkovitých.